# Martiros, Vayots Dzor
Martiros là một đô thị thuộc tỉnh Vayots Dzor, Armenia. Dân số ước tính năm 2011 là 670 người.